# Adriaan Schoonebeek
Adriaan Schoonebeek (en russe Адриан Шхонебек, né en 1661 à Rotterdam et mort en 1705 à Moscou) est un graveur sur cuivre russo-néerlandais,,.

## Biographie
Schoonebeek étudie avec le graveur d'Amsterdam Romeyn de Hooghe de 1676 à 1679. Il étudie ensuite à l'université de Leyde. En 1688, il ouvre sa propre imprimerie à Amsterdam. Il se fait un nom avec les portraits d'Alexandre VIII, Léopold Ier et Ignace de Loyola.
En 1698, Schoonebeek arrive à Moscou sur invitation de Pierre Ier et ouvre un atelier de gravure dans le Palais des Armures. Il dirige l'atelier et est le professeur des graveurs russes Pyotr Leontjewitsch Bunin, Alexei Fjodorowitsch Subow et Iwan Fjodorowitsch Subow. Le peintre Iwan Nikitititsch Nikitin y reçoit sa première formation artistique.
L'œuvre la plus célèbre de Schoonebeek est la représentation du navire de ligne Goto Predestinatsia, qui est utilisée plus tard pour la restauration du navire. Outre ses gravures artistiques sur cuivre, il devient célèbre pour ses cartes géographiques. Il s'agit notamment des cartes du delta de la Dvina septentrionale en 1701 et de la représentation géographique de l'Ingrie.

## Œuvres

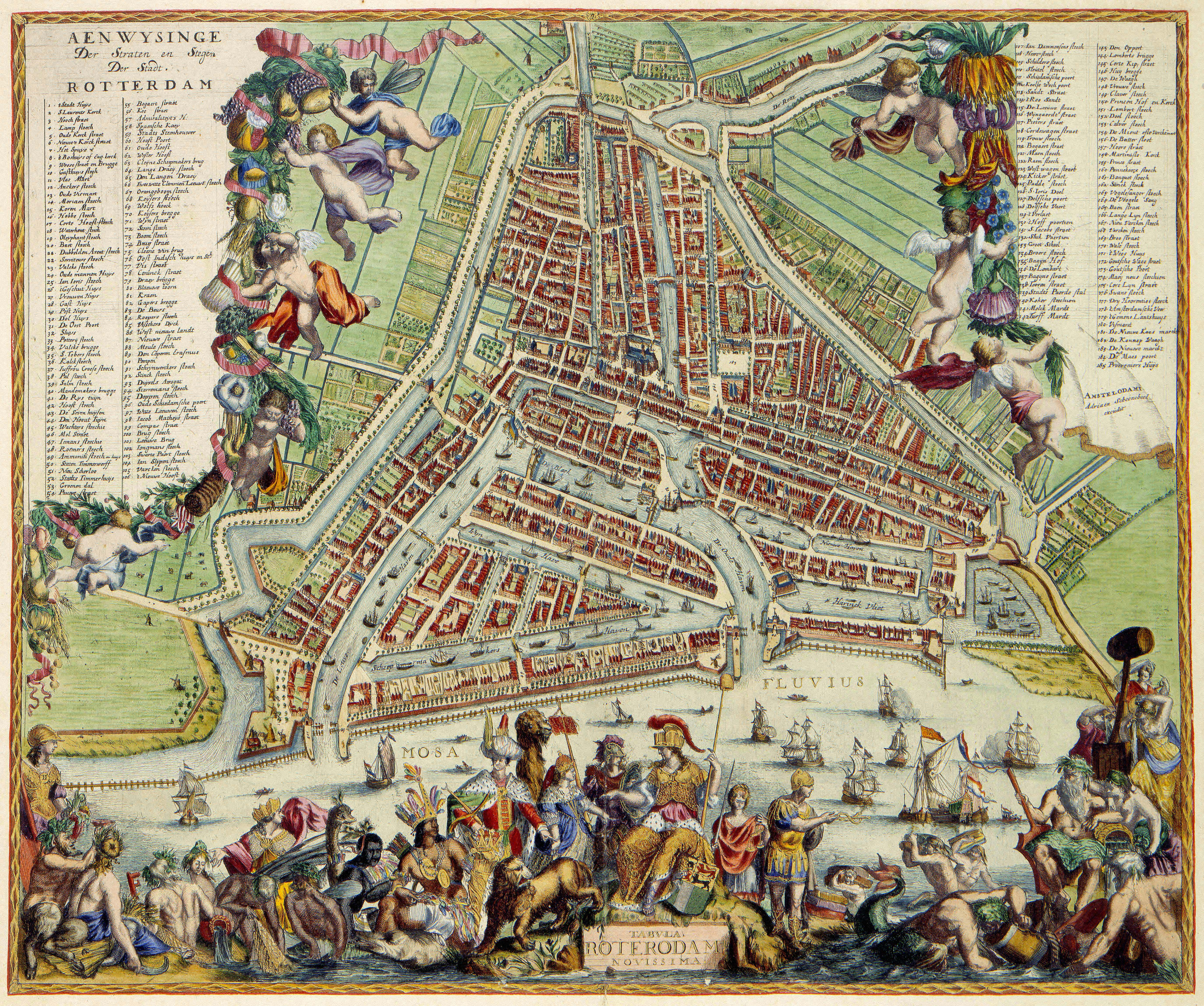
TABULA ROTERODAMI NOVISSIMA 1689
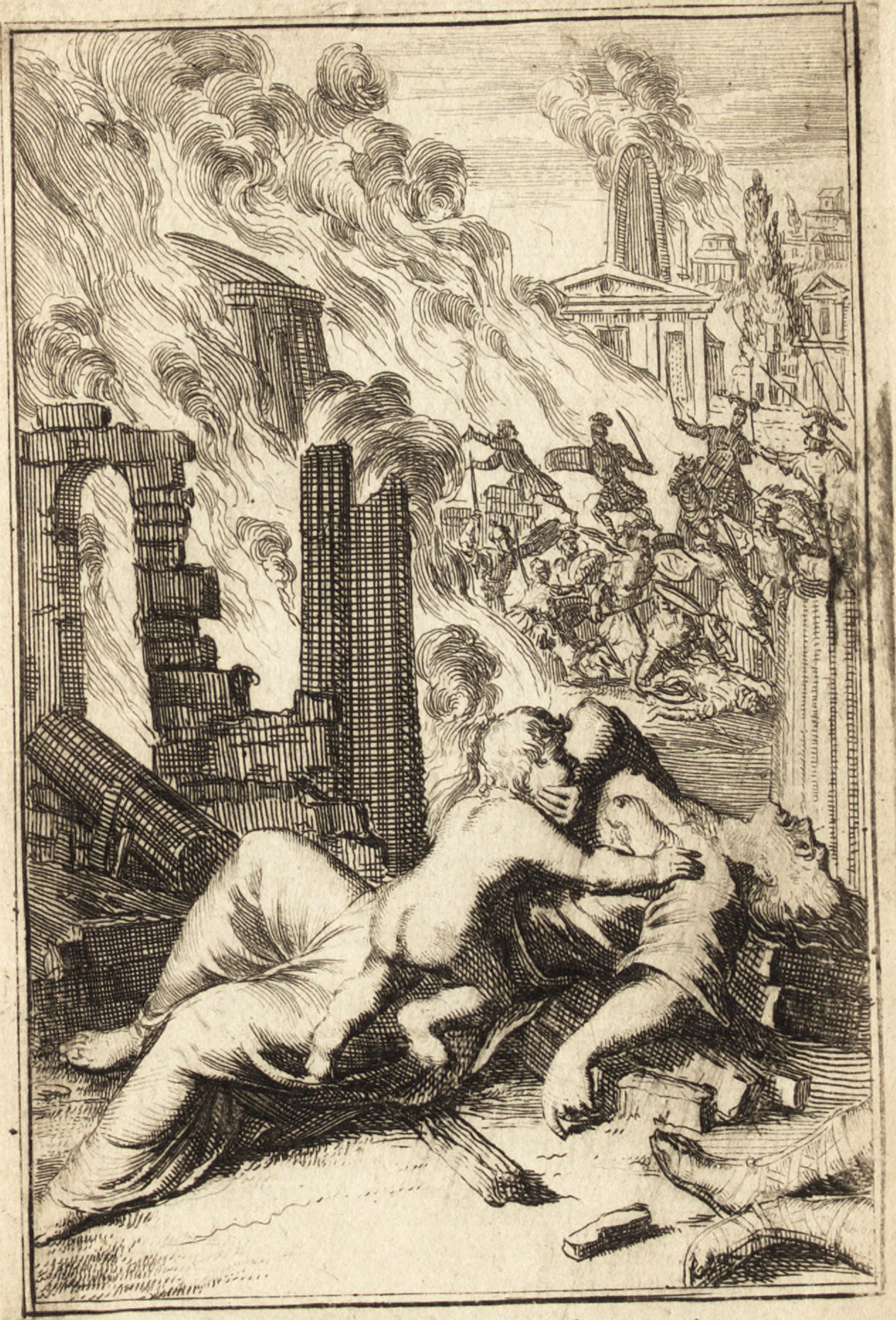
Pictura loquens; sive Heroicarum tabularum Hadriani Schoonebeeck enarratio et explicatio (1695)
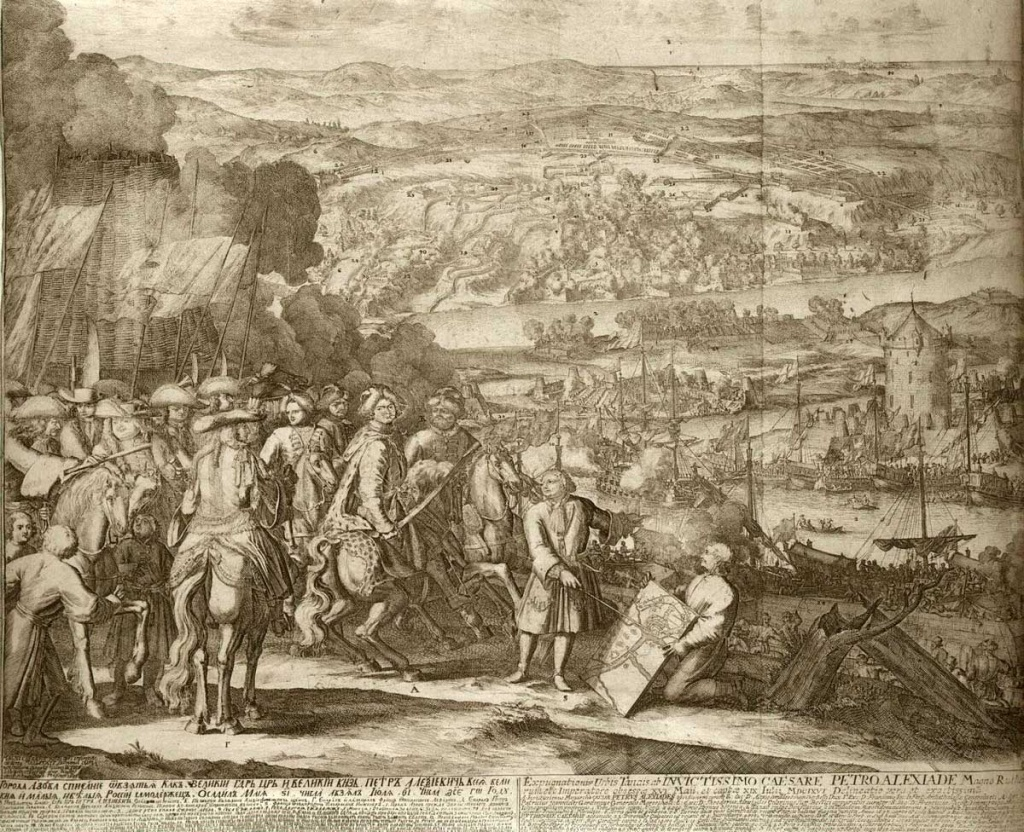
Campagnes d'Azov 1696
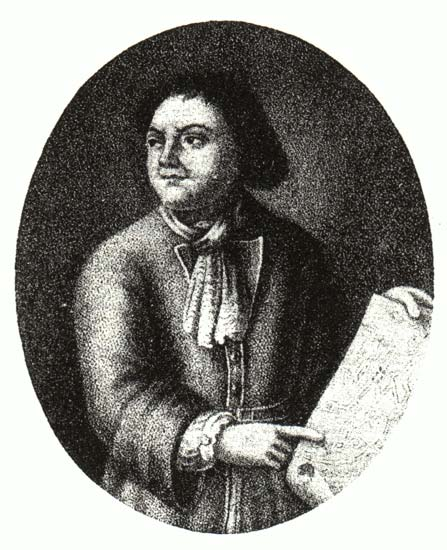
Franz Timmerman avec un plan d'Azov.
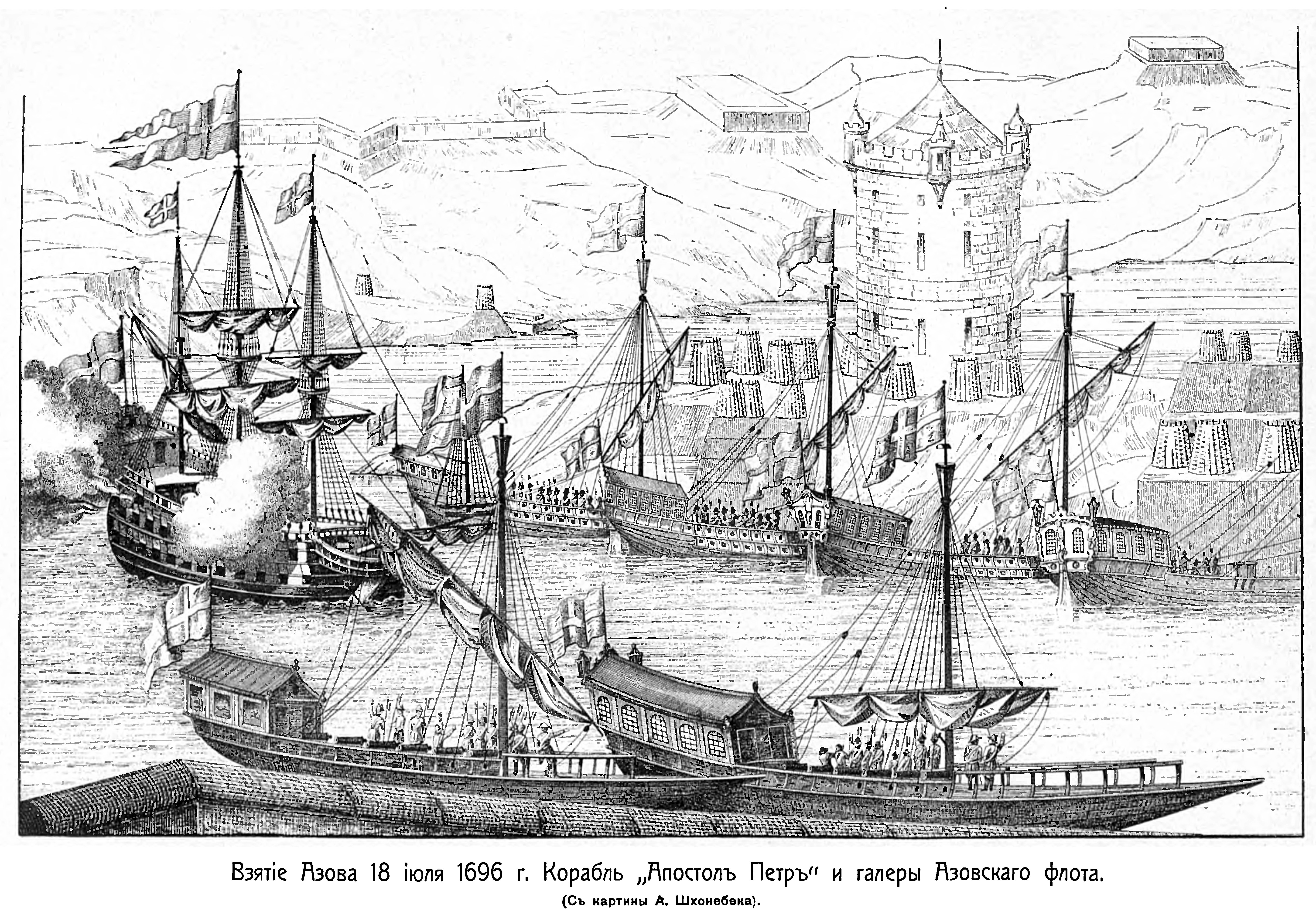
Eroberung Asows durch das Linienschiff Apostel Petrus und Galeeren der Asow-Flotte (1695)
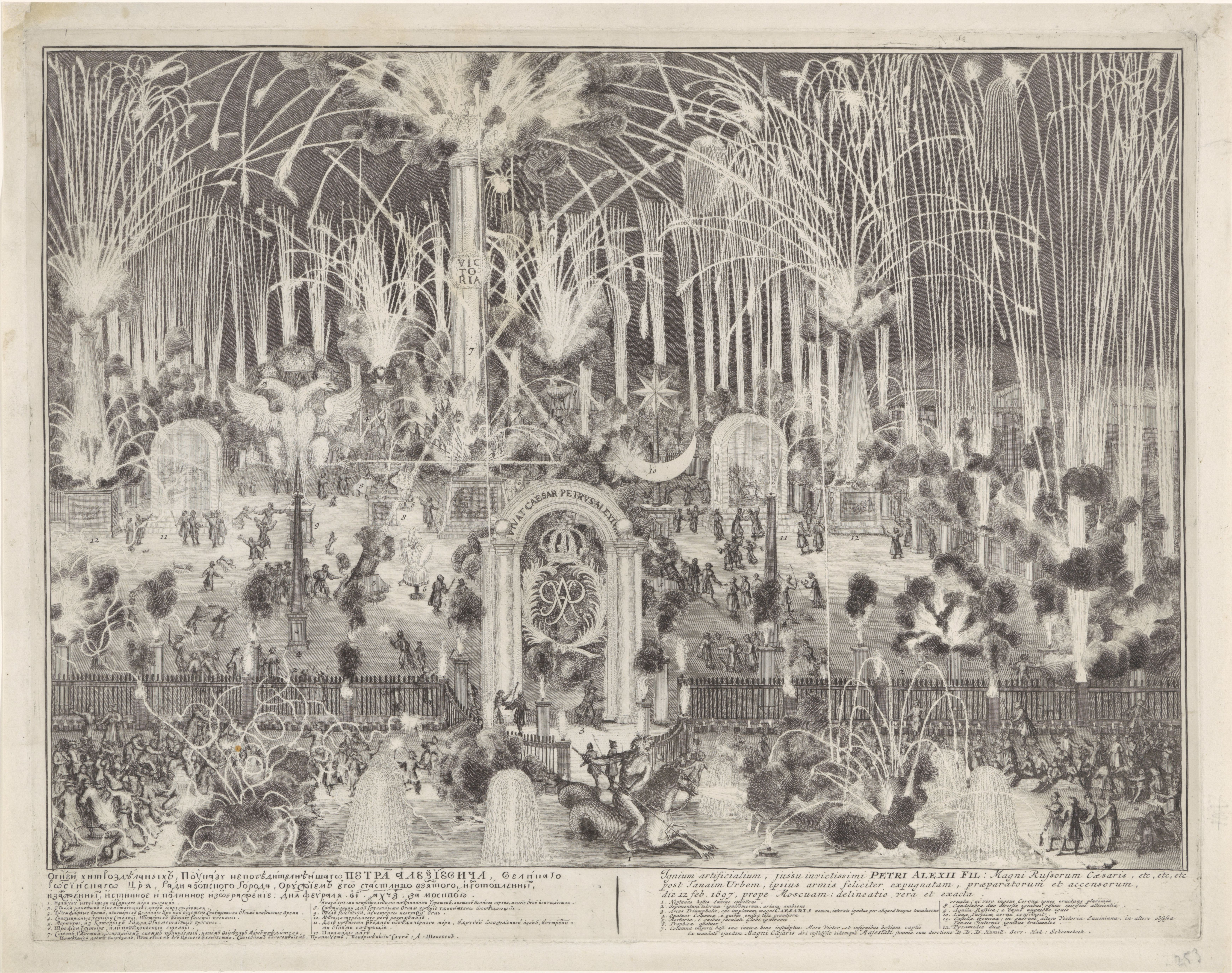
Feu d'artifice à Moscou en 1697.
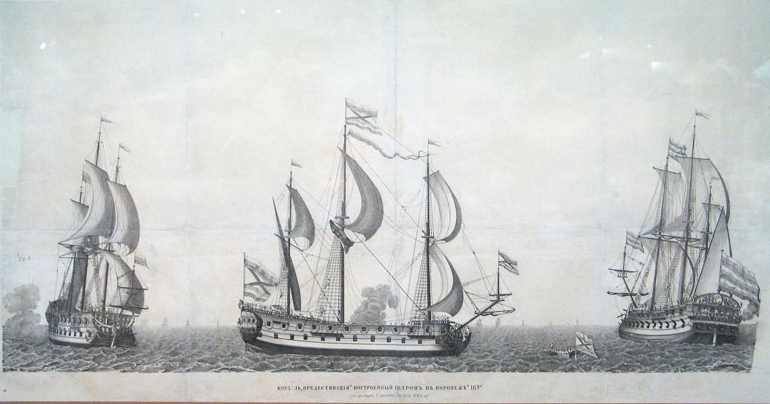
Goto Predestinatsia (1701)
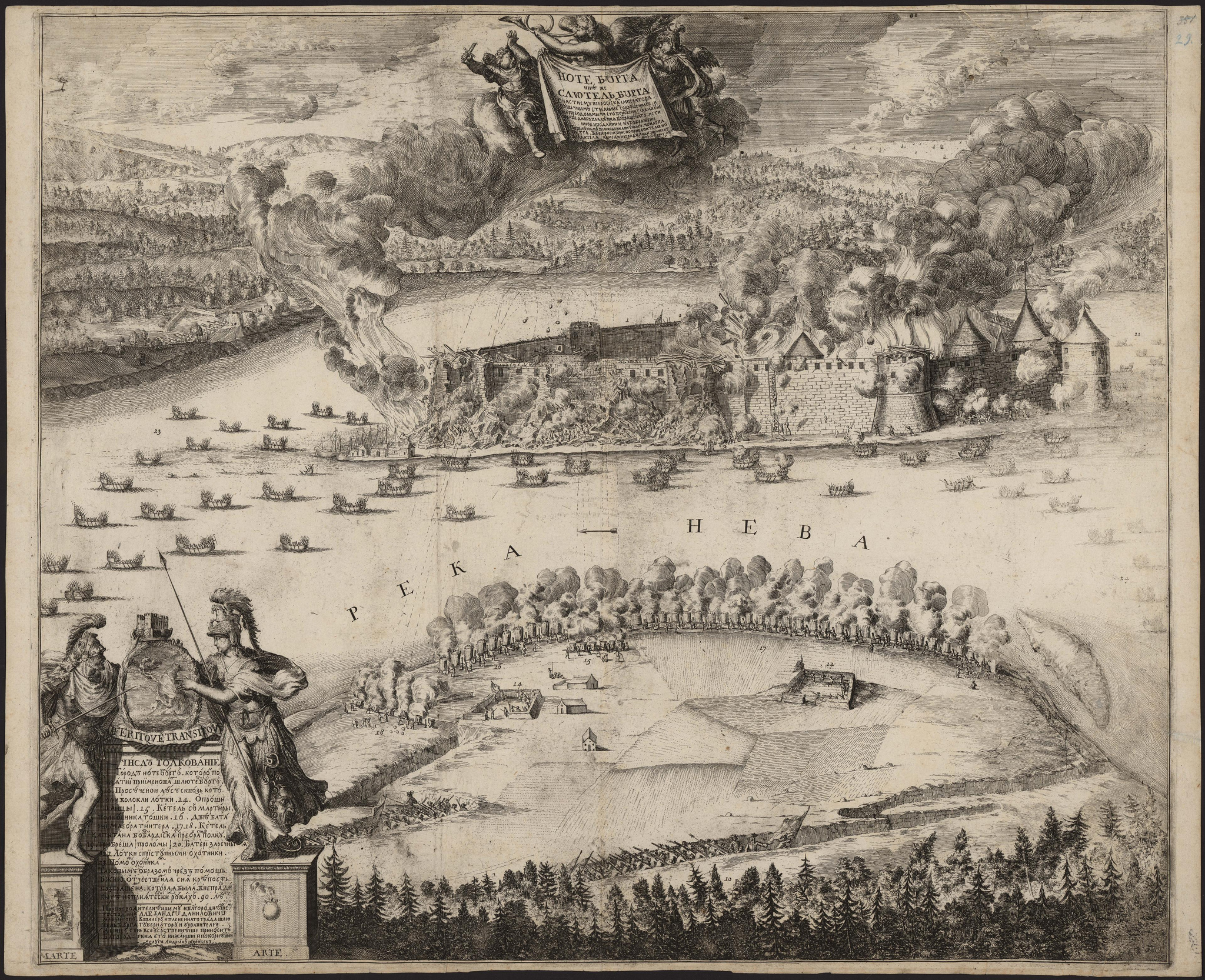
Belagerung Nöteborgs 1702 (1703)
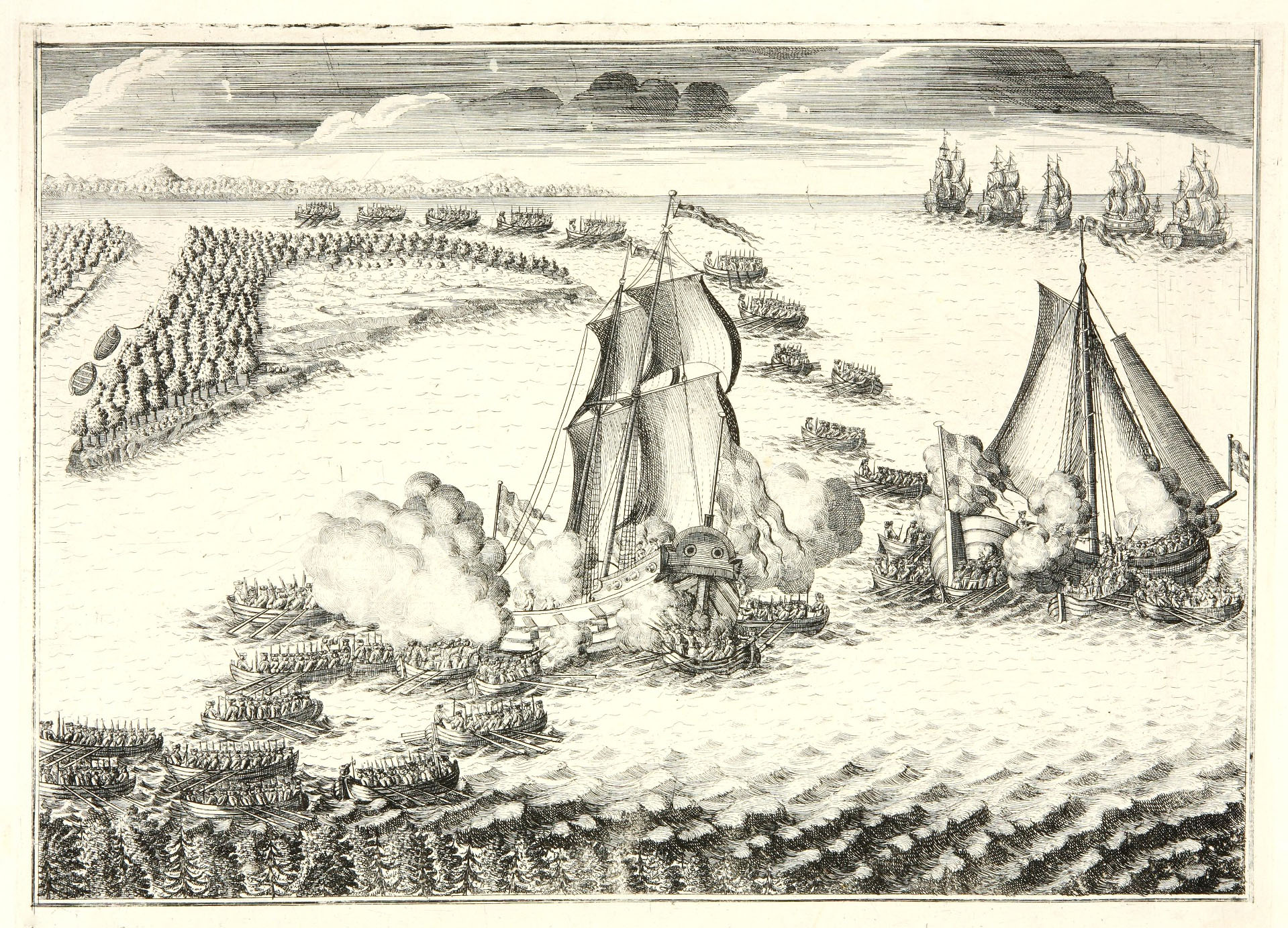
Enterung der Astrild und der Gedan 1703